# Jaume Reus i Morro
Jaume Reus i Morro és un historiador de l'art i gestor cultural català, i fins al 2019 director de l'Institut d'Indústries Culturals de les Illes Balears. És doctor Cum Laude en Història de l'Art per la Universitat de les Illes Balears, amb la tesi Evasió i exili interior en l'obra de Joan Miró: 1939-1945.
Reus ha estat responsable de la gestió cultural de l'Espai Mallorca de Barcelona i curador de diverses exposicions en aquest mateix centre (2013- 2014). Igualment, ha estat curador, entre d'altres, de les exposicions Amaru Cholango. Amaneció en medio de la noche, al Museo de la Ciudad i Centro de Arte Contemporáneo de Quito (Equador), Barceló abans de Barceló, a la Fundació Pilar i Joan Miró de Palma, La belleza de la fealdad, a Tapettenfabrik de Bonn (Alemanya) o A l'entorn de Neon de Suro, 1975-1982. Col·lecció Rafael Tous a diverses ciutats de Balears i Catalunya.
Prèviament, Jaume Reus i Morro havia dirigit el Departament d'Educació, Acció i Difusió Cultura, així com responsable de comunicació de la Fundació Pilar i Joan Miró de Mallorca, entre els anys 2004 i 2012. També va ser coordinador de comunicació a Es Baluard Museu d'Art Modern i Contemporani de Palma (2005). Ha estat també col·laborador habitual de diverses revistes i suplements culturals, així com autor de desenes d'articles a premsa. És autor del llibre Art i conjuntura. La Jove Plàstica a Mallorca 1970-1978, Binissalem, editat per Di7 Edició.
En el camp de la docència universitària, Jaume Reus i Morro ha exercit com a professor universitari en el terreny de les arts plàstiques i visuals a Balears i Llatinoamèrica. Així, ha estat professor convidat a la Universidad Central del Ecuador, a la Universidad San Francisco de Quito, i a la Universidad Nacional Autónoma de México (UNAM) a Ciutat de Mèxic.
Entre els anys 1996 i 2003, va impartir docència a la Universitat de les Illes Balears com a professor de Ciències Històriques i Teoria de les Arts, i ha format part de diferents equips d'investigació, entre els quals destaquen l'equip d'investigació sobre “Art i Estètica Contemporànies”, l'estudi “Bases para una sistematización de las fuentes documentales y gráficas para el estudio de las historia de las artes plásticas y la fotografia en Baleares entre 1890 y 1980”, o el “Catàleg de Protecció d'edificis i elements d'interès històric, artístic, arquitectònic i paisatgístic de Palma”.